# Stenocarpha
Stenocarpha je manji biljni rod iz porodice glavočika, dio podtribusa Galinsoginae. Sastoji sew od dvije vrste, koje su endemi sjevernog Meksika.
Rod je opisan 1915. Tipična vrsta je Stenocarpha filiformis, dok je druga vrsta, S. ritovegana  dodana rodu tek 1992.

## Vrste
1. Stenocarpha filiformis S.F.Blake;  Durango, Sinaloa
2. Stenocarpha ritovegana B.L.Turner; Sinaloa

## Sinmonimi
- Galinsoga Sect.Stenocarpha (S.F.Blake) Canne; Rhodora, 79(819): 345 (1977)